# Louis Claude Cadet de Gassicourt
Louis Claude Cadet de Gassicourt (Parigi, 24 luglio 1731 – Parigi, 17 ottobre 1799) è stato un chimico e farmacista francese.
È noto per aver sintetizzato nel 1757 il primo composto organometallico, l'ossido di cacodile.

## Biografia
Nato a Parigi nel 1731, Louis Claude Cadet fu il secondo dei 13 figli del chirurgo Claude Cadet (1695-1745). Alla morte del padre la famiglia rimase in miseria, e i vari fratelli furono adottati da amici e separati. Cadet crebbe nel villaggio di Gassicourt nel comune di Mantes-la-Jolie e così diventò Cadet de Gassicourt. Dopo aver studiato al Collège des Quatre-Nations, Cadet trovò impiego presso la farmacia di Claude Joseph Geoffroy (1685-1752) padre e Claude François Geoffroy (1729-1753) figlio, acquistando competenze di farmacia e di chimica. In seguito ottenne una posizione per sei anni (1753-1759) all'Hôtel des Invalides a Parigi, dove fece anche ricerche di chimica, e alla fine fu nominato Maître en Pharmacie.
Dopo aver brevemente collaborato a riorganizzare i servizi farmaceutici militari, acquistò una farmacia a Parigi. Diventò un farmacista e un chimico noto. Eletto all'Accademia francese delle scienze nel 1766, collaborò con vari colleghi scienziati fra i quali Lavoisier (di cui fu amico) e Macquer. Con Berthollet e Lavoisier collaborò alla Zecca di Parigi. Fu Commissario reale per la chimica presso la Manufacture nationale de Sèvres.
Nel 1771 sposò Marie Thérèse Françoise Boisselet, cortigiana di Luigi XV di Francia, che aveva un figlio di due anni, avuto dal re. Il bambino fu adottato da Cadet e chiamato Charles Louis Cadet (1769-1821). Nel 1786 cedette la farmacia al cugino François Derosne (1743-1796). Nel 1793 in seguito alla rivoluzione in atto furono soppresse le varie Accademie, ponendo fine all'attività scientifica di Cadet. Morì nel 1799 di gangrena in seguito ad un'operazione di calcoli alla vescica.

### Ricerche
Cadet effettuò ricerche in svariati argomenti, tra i quali la natura del borace, la produzione di carbonato di sodio e di etere e la combustione del diamante, e risulta autore di più di 50 articoli scientifici. Le sue ricerche più famose sono però quelle riguardanti il cosiddetto liquido fumante di Cadet, che fu un risultato collaterale di studi su inchiostri simpatici a base di cobalto. Per questi studi erano utilizzati dei minerali di cobalto, smaltite e cobaltite, che contenevano arsenico e sviluppavano As2O3 per trattamento termico. Cadet decise di studiare il comportamento di As2O3, lo miscelò con acetato di potassio e distillò la miscela. Uno dei prodotti della distillazione fu un liquido rosso-bruno che esposto all'aria fumava come il fosforo producendo un fortissimo odore di aglio. I risultati dell'esperimento furono descritti nel 1757 all'Accademia delle scienze e furono poi pubblicati nel 1760. Cadet non studiò ulteriormente questo liquido fumante e non poté stabilirne la natura, ma il suo lavoro rappresenta la prima sintesi documentata di un composto organometallico.
La costituzione del liquido fumante di Cadet iniziò a essere compresa solo 80 anni dopo con gli studi che Robert Bunsen fece negli anni 1837-1843. Bunsen determinò una formula empirica C4H12As2O per il liquido di Cadet, e su suggerimento di Berzelius, lo chiamò ossido di cacodile. Bunsen non riuscì a stabilirne composizione e struttura, ma ne studiò la reattività sintetizzando molti derivati.
In seguito, studi di Adolf von Baeyer indicarono nel 1858 che il liquido fumante di Cadet è in realtà una miscela contenente cacodile e ossido di cacodile, (CH3)2As–As(CH3)2 e (CH3)2AsOAs(CH3)2, in proporzioni variabili. Nel 1927 Amand Valeur e Paul Gailliot stabilirono che nel liquido di Cadet sono presenti anche trimetilarsina e altri composti arsenicali.